# Física nuclear
Física nuclear é a área da física que estuda os constituintes e interações dos núcleos atômicos. As aplicações mais conhecidas da física nuclear são a geração de energia nuclear e tecnologia de armas nucleares, mas a investigação tem proporcionado aplicação em muitos campos, incluindo aqueles em medicina nuclear e ressonância magnética, implantação de íons em engenharia de materiais, e datação por radiocarbono em geologia e arqueologia.
O campo da física de partículas evoluiu a partir da física nuclear e, normalmente, é ensinado em estreita associação com a física nuclear.

## História

### Descoberta do elétron

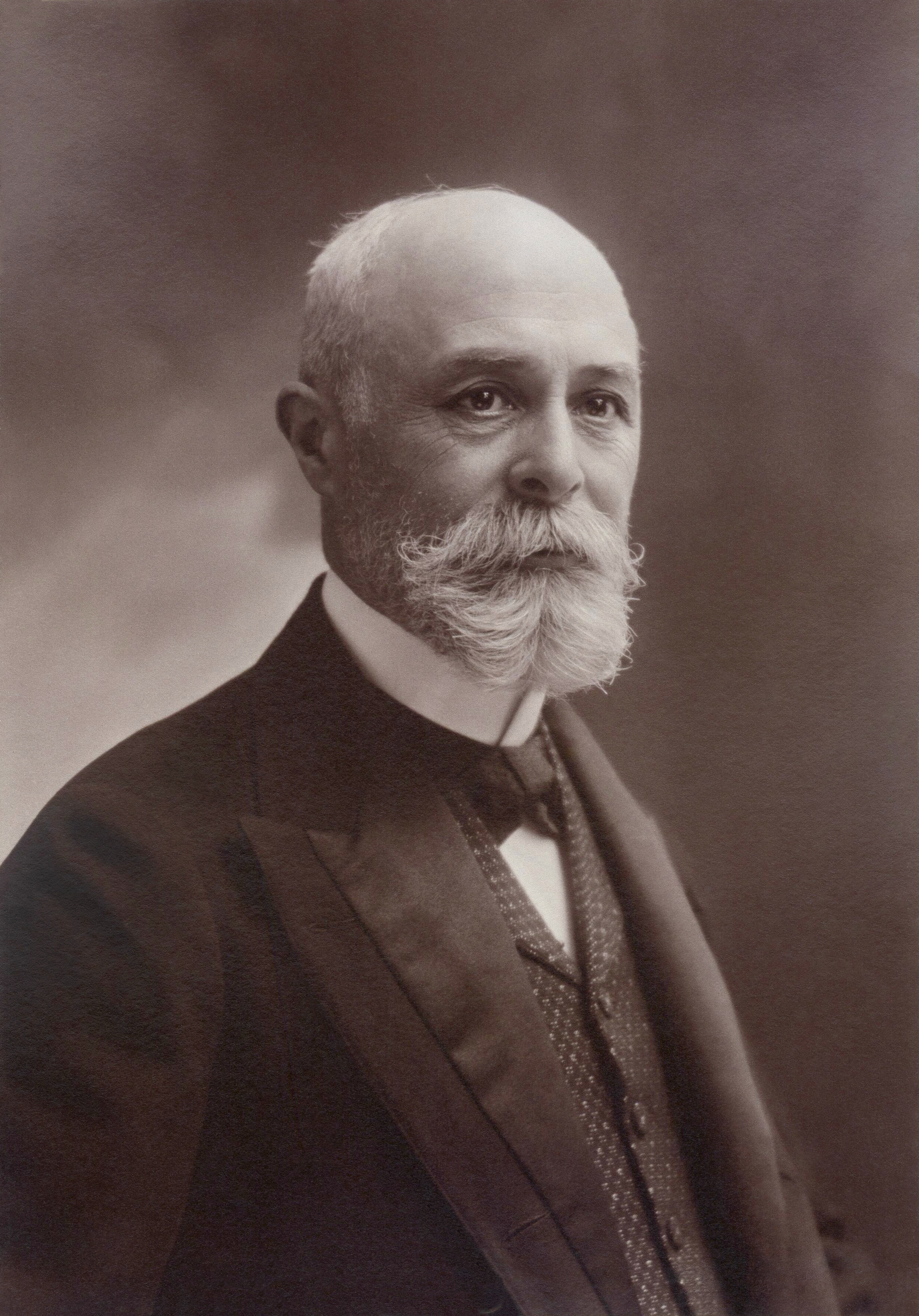
Henri Becquerel

A história da física nuclear como uma disciplina distinta da física atômica começa com a descoberta da radioatividade por Henri Becquerel em 1896, enquanto investigava fosforescência em sais de urânio. A descoberta do electrão por J. J. Thomson um ano mais tarde, foi uma indicação de que o átomo tinha estrutura interna. Na virada do século XX, o modelo aceito do átomo era o modelo de pudim de ameixas de J. J. Thomson de que o átomo era uma grande bola carregada positivamente com pequenos elétrons carregados negativamente embutidos dentro dele. Na virada do século, os físicos também tinham descoberto três tipos de radiação que emana de átomos, que deram o nome de alfa, beta e radiação gama.
Esta área da ciência teve início a partir da evolução do conceito científico acerca da estrutura atômica, pois até meados do século XIX acreditava-se que os átomos eram esferas maciças indestrutíveis e indivisíveis. Esses conceitos estavam de acordo com a teoria atômica de John Dalton.

### Descoberta do próton

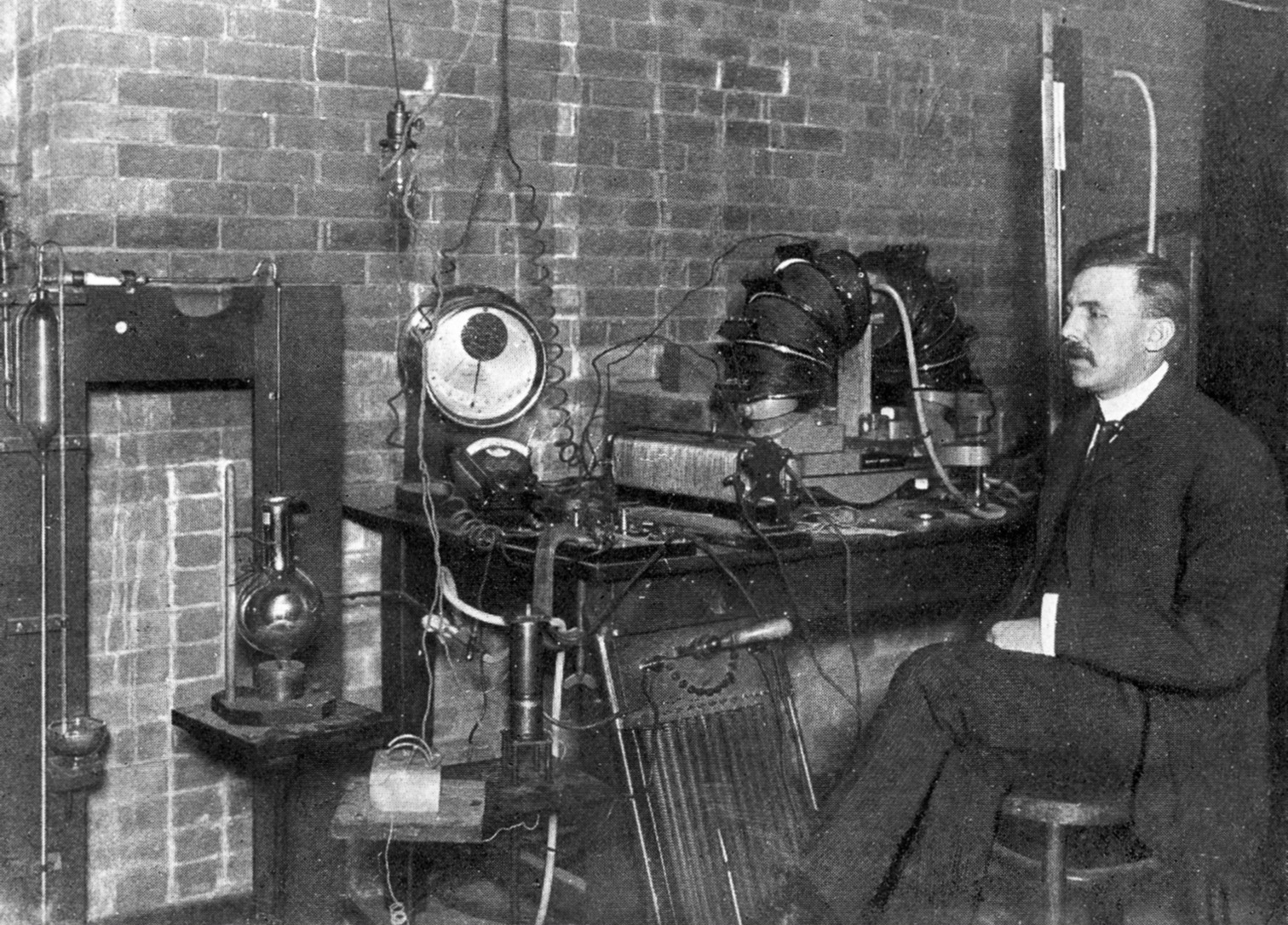
Rutherford na Universidade McGill em 1905.

O início do século XX foi marcado por diversas e incríveis descobertas. Por isso, não se sabe ao certo quem descobriu o próton. A descoberta é geralmente atribuída a Rutherford, que foi também quem deu esse nome ao então conhecido núcleo do átomo de hidrogênio.  Em 1919, Rutherford e seus colaboradores realizaram o sonho dos alquimistas e conseguiram experimentalmente, pela primeira vez na história, transmutar um elemento em outro.
O experimento consistia em bombardear o gás nitrogênio com partículas alfa altamente energizadas. Como resultado, alguns núcleos de hidrogênio eram detectados, e Rutherford estava certo que eles somente poderiam ser provenientes dos núcleos dos átomos de nitrogênio. Nesse processo, o que ocorreu é que o nitrogênio foi transmutado em oxigênio, através de uma reação nuclear. Então, o núcleo do nitrogênio deveria conter núcleos de hidrogênio. Como o hidrogênio era o elemento de menor massa, Rutherford concluiu que se tratava de uma partícula elementar dos núcleos de todos os átomos: o núcleo atômico deveria ser formado por prótons.
Entretanto, duas questões importantíssimas estavam em aberto:
1. O número de prótons em um núcleo é insuficiente para justificar sua massa. De onde viria o restante da massa?
2. Cargas de sinais opostos se atraem. Cargas de mesmo sinal se repelem. Como é possível os prótons ficarem juntos em um espaço tão pequeno como o núcleo? De acordo com a Lei de Coulomb, a força de repulsão seria descomunal.

### Descoberta do nêutron

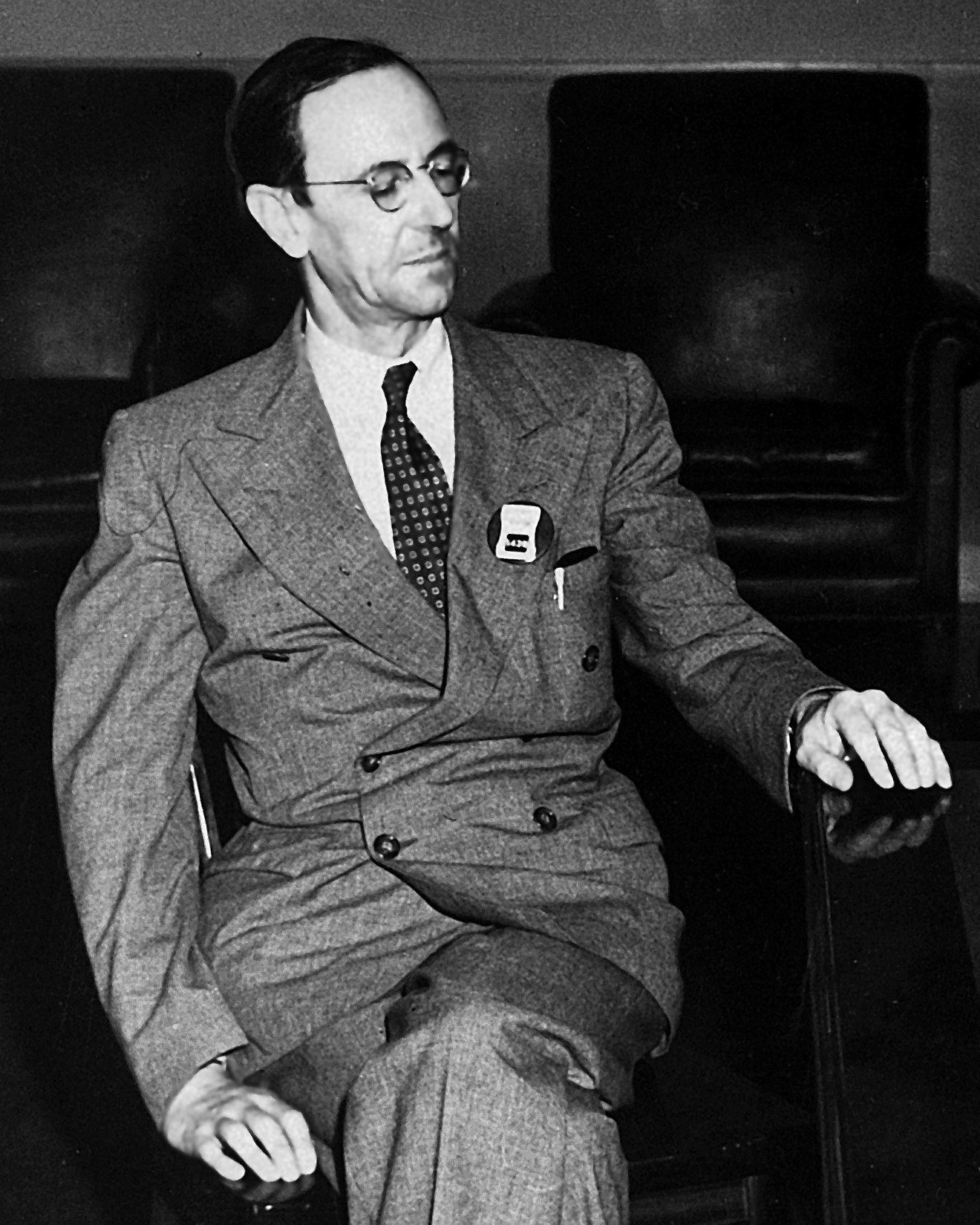
James Chadwick

Quando Rutherford descobriu que o número de prótons em um núcleo suficientes para justificar sua carga não era suficiente para justificar sua massa, imediatamente sugeriu a existência de outras partículas, eletricamente neutras, no núcleo.
Rutherford atribuiu a seu aluno James Chadwick (1891 – 1974) a tarefa de descobrir essa partícula. Em 1932 (13 anos depois da descoberta do próton), Chadwick finalmente conseguiu detectar o nêutron através do seguinte experimento:
Em 1930, descobriu-se que bombardeando berílio com radiação alfa, era emitida outra radiação extremamente penetrante e sem carga elétrica, semelhante à radiação gama. Posteriormente, foi descoberto que incidindo esse novo tipo de radiação em uma substância rica em hidrogênio (como a parafina), prótons eram emitidos.
Em 1932, Chadwick, com seus estudos quantitativos desse e de outros experimentos, concluiu que a radiação emitida pelo Berílio era na verdade um feixe de partículas neutras com massa quase igual à do próton: Chadwick havia descoberto o nêutron. Por essa descoberta, recebeu o prêmio Nobel de Física em 1935.

## Propriedades
Para extrair um elétron de um átomo, é necessária uma certa quantidade de energia. Da mesma forma, cada núcleo (próton ou nêutron) necessita também de grande quantidade de energia, que é da ordem de milhões de vezes. Por esse motivo, a física nuclear é denominada física de alta energia.
A física nuclear tem como objeto de estudo o núcleo atômico e suas propriedades. Os núcleos possuem propriedades que podem ser classificadas como estáticas (carga, tamanho, forma, massa, energia de ligação, spin, paridade, momentos eletromagnéticos, etc.) e dinâmicas (radioatividade, estados excitados, reações nucleares, etc.)
Estas propriedades são analisadas através de modelos nucleares que são baseados na mecânica quântica, relatividade e teoria quântica de campos. A descoberta de que os nucleons (protons e neutrons) são na realidade sistemas compostos, redirecionou o interesse dos físicos nucleares para a investigação dos graus de liberdade de quarks e, com isto, atualmente os domínios da pesquisa da física nuclear e da física de partículas se tornaram interligados.
Observações
O modelo de Rutherford, aliado à descoberta do próton, nêutron e elétron, permitiu o entendimento e a classificação das substâncias através de dois números:
- Número atômico Z: é o número de prótons de um átomo; 
- Número de massa A: é o número de prótons + o número de nêutrons de um átomo.
Além da carga q do elemento, no caso de ser um íon.
Hoje, representa-se um átomo ou íon através da seguinte notação:
{\displaystyle _{Z}^{A}X^{q}}

## Visão geral
É agora sabido que o núcleo atômico é composto de prótons e nêutrons conhecidos como núcleos. O número de prótons e nêutrons no núcleo é o seu número de massa (A) e o número de prótons é o seu número atômico (Z). O núcleo de símbolo químico X é unicamente designado por:
{\displaystyle _{Z}^{A}X}
O núcleo atômico possui algumas propriedades de interesse:
- Tamanho do núcleo: Em geral os núcleos atômicos possuem forma esférica com o raio dado, aproximadamente, por:

{\displaystyle R=R_{O}.A^{\frac {1}{3}}} onde {\displaystyle R_{O}=1,2\pm 0,2fm}
- Carga – A distribuição da carga eléctrica dentro do núcleo é a mesma que a distribuição da massa nuclear. Resultados experimentais sugerem que ´´o raio eléctrico do núcleo´´ e ´´núcleo da matéria nuclear´´ são aproximadamente iguais.
- Spin nuclear: para cada momento angular orbital do núcleo l e

spin s combinam para formar o momento angular total j. O  momento angular total do núcleo I é, portanto, o vetor soma dos momentos angulares do núcleo:
{\displaystyle {\vec {j}}={\vec {l}}+{\vec {s}}\qquad {\vec {I}}=\sum _{i=l}^{A}{\vec {j}}_{i}} tal que {\displaystyle {\begin{cases}A\;{\text{ímpar}}:I\;{\text{semi-inteiro}}\\A\;{\text{pár}}:I\;{\text{inteiro}}\end{cases}}}
- Momento angular: O momento angular I possui todas as propriedades usuais do vector momento angular da Mecânica Quântica:

{\displaystyle {\vec {I}}^{2}=\hbar ^{2}.l.(l+1)}
{\displaystyle I_{\textbf {z}}=m.\hbar \qquad \quad m=-l,-l+1,\ldots ,l-1,l}
- O momento angular total I é usualmente referido como spin

nuclear e o correspondente número quântico de spin l é usado para descrever estados nucleares.
Estabilidade nuclear é relacionada ao número de núcleos que constituem o núcleo. Núcleos estáveis apenas ocorrem numa banda estreita no plano Z-N.
Todos os outros núcleos são instáveis e desintegram-se espontaneamente em vários modos.
Existem três modelos de núcleos atômicos: o Modelo da gota líquida, o Modelo do gás de fermi e o Modelo de camada. Cada modelo explica certas observações da propriedade nuclear. Nenhum modelo único explica todas as observações.

## Modelos nucleares
Existem dois tipos básicos de modelos nucleares simples. Corpo colectivo sem estados de partículas individuais. A gota de líquido. Modelo que é a base da fórmula semi-empírica de massa. Modelo de partícula individual com o núcleo em estados de energia discretos, por exemplo o gás de Fermi ou modelo de camadas/capas (concha).

## Glossário

### Terminologia
1 . Terminologia Nuclear: Existem diversos termos usados no campo da Física Nuclear que se deve compreender:
a. Nucleão ou Núcleo: Neutrões (Nêutrons) e protões (prótons) são encontrados no núcleo dum átomo e por essa razão são chamados colectivamente de nucleões. Um nucleão é definido como sendo uma partícula constituinte do núcleo, tanto um neutrão ou um protão;
b. Nuclídeo – Uma espécie de átomo caracterizada pela constituição do seu núcleo, o qual é especificado pelo sua massa atómica e o seu número atómico (Z), ou pelo seu número de protões (Z), número de neutrões (N), e conteúdo de energia. Uma listagem de todos os nuclídeos pode ser encontrada no ´´gráfico dos nuclídeos´´ a qual será apresentada numa lição mais tarde;
c. Isótopos – Isótopos são definidos como nuclídeos que têm o mesmo número de protões mas diferentes números de neutrões. Portanto, quaisquer nuclídeos que têm o mesmo número atómico (isto é, o mesmo elemento) massa diferentes números de massa são isótopos. Por exemplo, hidrogénio possui três isótopos, conhecidos como, Prótio, Deutério, Trítio. Dado que hidrogénio possui um protão, qualquer átomo de hidrogénio terá número atómico igual a 1. Contudo, números de massa atómica dos três isótopos são diferentes. Prótio (H – 1) tem número de massa 1 (um protão, sem neutrões), Deutério (D ou H – 2) tem o número de massa igual a 2 (1 protão, 1 neutrão), e Trítio (T, H – 3) tem número de massa 3 (1 protão, 2 neutrões).
2. Defeito de massa e energia de ligação: A massa do átomo provém quase inteiramente do núcleo.  Se o núcleo pudesse ser decomposto em suas partes constituintes, isto é, protões e neutrões, poderia se concluir que a massa total do átomo é menor do que a soma das massas dos protões e neutrões individuais. Esta diferença na massa é conhecida como de feito de massa {\displaystyle \Delta m}  , calculada para cada nuclídeo, usando a seguinte equação:
{\displaystyle \Delta m=ZM_{p}+ZM_{e}+(A-Z)M_{n}-M_{a}=ZM_{H}+(A-Z)M_{n}-M_{a}}
Onde {\displaystyle \Delta m} é o defeito de massa;
{\displaystyle Z}= número atómico;
{\displaystyle M_{p}} = massa do protão (1.00728 uma);
{\displaystyle M_{n}} = massa do neutrão (1,00867 uma);
{\displaystyle M_{e}} = massa do electrão (0,000548 uma);
{\displaystyle A} = número de massa;
{\displaystyle M_{a}} = massa atómica (a partir do gráfico dos nuclídeos);
{\displaystyle M_{H}} = massa do átomo de hidrogénio.
3. Energia de ligação: energia de ligação é a energia equivalente do defeito de massa, 1 uma = 931,478 MeV.
4. Energia de ligação por nucleão: Se a energia de ligação total do núcleo é dividida pelo número total de nucleões no núcleo, obtém-se a energia de ligação por nucleão. Esta representa a energia média que deve ser fornecida de modo a remover um nucleão a partir do núcleo.
5. Radioatividade (decaimento radioativo): a decomposição espontânea do núcleo para formar um núcleo diferente.
6. Marcação de data a partir de Radiocarbono (Obtenção de data a partir do Carbono – 14): um método para a marcação da idade madeira antiga ou roupa antiga na base do decaimento radioativo do nuclídeo C – 14.
7. Traçador radioativo – um nuclídeo radioativo, introduzido no organismo para propósitos de diagnóstico, cuja trajetória pode ser seguida através do monitoramento da sua radioatividade.
8. A parte principal do reator – é a parte do reator nuclear onde ocorrem as reações de fissão nuclear.
9. REM (roentgen equivalent for man - equivalente Roentgen para o Homem) – uma unidade de dosagem de radiação que inclui ambos a energia da dose e a sua efetividade em causar danos biológicos.
10. Ressonância – uma condição que ocorre quando mais de uma estrutura válida de Lewis pode ser escrita para uma molécula particular. A estrutura electrónica verdadeira é representada, não por qualquer uma das estruturas de Lewis, mas pela média de todos eles.
11. Fissão nuclear : a cisão ou divisão de núcleos pesados em pelo menos dois núcleos pequenos, acompanhado da libertação de energia é chamado de fissão nuclear.
12. Fusão nuclear – fusão é a reação entre núcleos que pode ser uma fonte de energia. Fusão é o ato de combinar ou ´´fundir´´ dois ou mais núcleos atómicos. Assim, a fusão constrói átomos. Fusão ocorre de foma natural no Sol e é a fonte da sua energia.

## Símbolos e equações
| Grandeza                                                                                           | Símbolo | Equação | Unidades SI           | Dimensão     |
| -------------------------------------------------------------------------------------------------- | --- | --- | --------------------- | ------------ |
| Número de átomos                                                                                   | N = Número de átomos restantes no tempo t N0 = Número inicial de átomos no momento t ND = Número de átomos decaídos no momento t | {\displaystyle N_{0}=N+N_{D}\,\!} | adimensional          | adimensional |
| Taxa de decaimento, atividade do radioisótopo                                                      | A | {\displaystyle A=\mathrm {d} N/\mathrm {d} t\,\!} | Bq = Hz = s−1         | [T]−1        |
| Constante de decaimento                                                                            | λ | {\displaystyle \lambda =A/N\,\!} | Bq = Hz = s−1         | [T]−1        |
| Meia-vida de um radioisótopo                                                                       | t1/2, T1/2 | Tempo necessário para metade do número de átomos presentes ao decaimento {\displaystyle t\rightarrow t+T_{1/2}\,\!} {\displaystyle N\rightarrow N/2\,\!}                  | s                     | [T]          |
| Número de meias-vidas                                                                              | n (nenhum símbolo padrão) | {\displaystyle n=t/T_{1/2}\,\!} | adimensional          | adimensional |
| Radioisótopo tempo constante, tempo de vida médio de um átomo antes do decaimento                  | τ (nenhum símbolo padrão) | {\displaystyle \tau =1/\lambda \,\!} | s                     | [T]          |
| Dose absorvida, dose total ionizante (energia total da radiação transferida para unidade de massa) | D só pode ser encontrado experimentalmente                                                                                       | N/A | Sv = J kg−1 (Sievert) | [L]2[T]−2    |
| Dose equivalente                                                                                   | H | {\displaystyle H=DQ\,\!} Q = fator de qualidade da radiação (adimensional)                                                                                                | Sv = J kg−1 (Sievert) | [L]2[T]−2    |
| Dose eficaz                                                                                        | E | {\displaystyle E=\sum _{j}H_{j}W_{j}\,\!} Wj = fatores de ponderação correspondentes a radiossensibilidade da matéria (adimensional) {\displaystyle \sum _{j}W_{j}=1\,\!} | Sv = J kg−1 (Sievert) | [L]2[T]−2    |

| Situação física                                | Nomenclatura | Equações |  |
| ---------------------------------------------- | --- | --- |  |
| Número de massa                                | - A = (Relativa) de massa atômica = Número de massa = Número de prótons e nêutrons - N = Número de nêutrons - Z = Número atômico = número de prótons = número de elétrons                                                                                                  | {\displaystyle A=Z+N\,\!} |  |
| Massa no núcleo                                | - M'nuc = Massa do núcleo, núcleos compelidos - MΣ = Soma das massas de núcleos isolados - mp = Massa de repouso do próton - mn = Massa de repouso de nêutrons | - {\displaystyle M_{\Sigma }=Zm_{p}+Nm_{n}\,\!} - {\displaystyle M_{\Sigma }>M_{N}\,\!} - {\displaystyle \Delta M=M_{\Sigma }-M_{\mathrm {nuc} }\,\!} - {\displaystyle \Delta E=\Delta Mc^{2}\,\!}                                                                              |  |
| Raio nuclear                                   | r0 ≈ 1.2 fm | {\displaystyle r=r_{0}A^{1/3}\,\!} portanto, (aproximadamente) - o volume nuclear ∝ A - superfície nuclear ∝ A2/3 |  |
| Energia de ligação nuclear, parâmetro empírico | Parâmetros adimensionais para experimentação: - EB = Energia de ligação, - av = coeficiente de volume nuclear, - as = coeficiente de superfície nuclear, - ac = coeficiente de interação eletrostática, - a = simetria / assimetria para os números de nêutrons / prótons, | {\displaystyle {\begin{aligned}E_{B}=&a_{v}A-a_{s}A^{2/3}-a_{c}Z(Z-1)A^{-1/3}\\&-a_{a}(N-Z)^{2}A^{-1}+12\delta (N,Z)A^{-1/2}\\\end{aligned}}} onde (devido ao emparelhamento dos núcleos) - δ(N, Z) = +1 pár N , pár Z, - δ(N, Z) = −1 ímpar N , ímpar Z, - δ(N, Z) = 0 ímpar A |  |